# The Dawn
Pour les articles homonymes, voir Dawn.

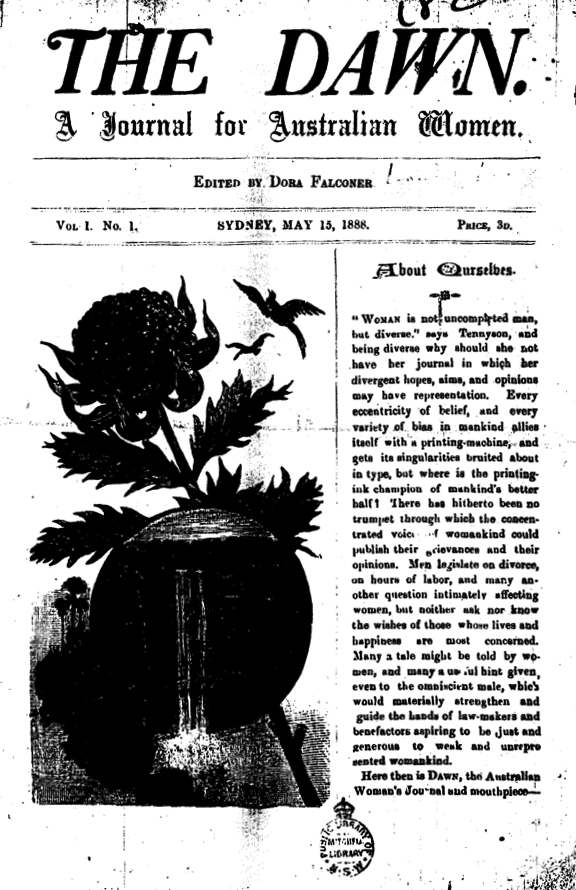
Une du premier numéro, paru le 15 mai 1888

The Dawn: A Journal for Australian Women est une revue féministe australienne créée par la suffragette et féministe Louisa Lawson et publiée de 1888 à 1905 en Australie.